# Virginia Keller
Virginia Keller (* 1955) ist eine ehemalige deutsche Fußballspielerin.

## Karriere
Keller, die im Alter von 17 Jahren von der Leichtathletik zum Fußballsport gewechselt hatte, war als Abwehrspielerin für Tennis Borussia Berlin in der Verbandsliga Berlin aktiv. Während ihrer Vereinszugehörigkeit seit 1972 gewann sie zwölfmal die Berliner Meisterschaft und war mit ihrer Mannschaft elfmal für die Endrunde um die Deutsche Meisterschaft qualifiziert.
Bei der Premiere 1974 scheiterte sie mit Tennis Borussia Berlin am späteren Finalteilnehmer DJK Eintracht Erle in der Gruppe 4 der Vorrunde, da dieser das entscheidende Spiel um den Gruppensieg mit 2:1 für sich entscheiden konnte. 1975 verliert ihre Mannschaft das Halbfinale mit 1:2 beim FC Bayern München. Gegen diese Mannschaft wird das erstmals erreichte Finale am 20. Juni 1976 im Siegener Leimbachstadion mit 2:4 n. V. verloren, in dem sie nicht eingesetzt wurde. 1977 schied sie mit ihrer Mannschaft im Achtelfinale gegen die NSG Oberst Schiel aus; im Rückspiel am 22. Mai 1977, bei der 1:2-Niederlage im heimischen Mommsenstadion, erzielte sie den einzigen Treffer ihrer Mannschaft, doch dieser reichte nach dem 2:2-Unentschieden im Hinspiel in Frankfurt-Niederrad auf den Sandhöfer Wiesen nicht fürs Weiterkommen.
Unter Cheftrainerin Barbara Streuffert, ihrer ehemaligen Mitspielerin, kam sie am 20. Juni 1981 im Meisterschaftsfinale, das im Stadion An der Paffrather Straße gegen die SSG 09 Bergisch Gladbach mit 0:4 verloren wurde, nicht zum Einsatz, wohl aber am 25. Juni 1983 an selber Stätte gegen denselben Gegner, der diesmal mit 6:0 gewann. In den folgenden fünf Endrunden schied sie mit ihrer Mannschaft dreimal im Viertel- und zweimal im Achtelfinale aus. In der letzten Saison ihrer Vereinszugehörigkeit stieg sie in die Gruppe Nord der seinerzeit zweigleisigen Bundesliga auf und schloss diese mit dem siebten Platz ab.

## Erfolge
- Finalist Deutsche Meisterschaft 1976, 1981, 1983
- Berliner Meister 1974, 1975, 1976, 1977, 1981, 1983, 1984, 1986, 1987, 1988, 1989, 1991 und Aufstieg in die Bundesliga Nord
- Berliner Pokalsieger 1977, 1978, 1982, 1984, 1987, 1988, 1990, 1991

## Sonstiges
Als älteste Spielerin nahm sie 2018 am zweitägigen Wettbewerb um den DFB-Ü35-Cup für die SG Nie HSV Ü 35 teil und belegte mit den Hamburgerinnen den dritten Platz.